# Belgische Gouden Schoen 1959
De verkiezing van de Belgische Gouden Schoen 1959 werd in 1960 gehouden. De 23-jarige Lucien Olieslagers won en werd de tweede speler van Lierse SK die de voetbalprijs won.

## De prijsuitreiking
De jonge Lucien Olieslagers was eind jaren 50 in de Belgische competitie uitgegroeid tot een echte revelatie. De middenvelder debuteerde in 1958 bij Lierse en werd zo een van de uitblinkers bij de Pallieters. Ondanks zijn goede prestaties kreeg hij van selectieheer Constant Vanden Stock geen plaats in de nationale ploeg. Het was dan ook een verrassing toen Olieslagers begin 1960 de Gouden Schoen in ontvangst mocht nemen, aangezien de vorige laureaten hun prijs vooral te danken hadden aan hun prestaties bij de nationale ploeg.
Olieslagers werd ook na het behalen van de Gouden Schoen niet opgeroepen voor de nationale ploeg. Hij is daarom tot op heden de enige Belgische winnaar die nooit voor de Rode Duivels uitkwam. De middenvelder was bovendien de eerste laureaat die minder dan 100 stemmen haalde.

## Top 5
| Nr. | Land            | Naam               | Club(s)           | Punten |
| --- | --------------- | ------------------ | ----------------- | ------ |
| 1.  | Vlag van België | Lucien Olieslagers | Lierse SK         | 69     |
| 2.  | Vlag van België | Armand Seghers     | Olympic Charleroi | 60     |
| 3.  | Vlag van België | Rik Coppens        | R. Beerschot AC   | 54     |
| 4.  | Vlag van België | Martin Lippens     | RSC Anderlecht    | 24     |
| 5.  | Vlag van België | Paul van den Berg  | Union Sint-Gillis | 23     |

1954 · 
1955 · 
1956 · 
1957 · 
1958 · 
1959 · 
1960 · 
1961 · 
1962 · 
1963 · 
1964 · 
1965 · 
1966 · 
1967 · 
1968 · 
1969 · 
1970 · 
1971 · 
1972 · 
1973 · 
1974 · 
1975 · 
1976 · 
1977 · 
1978 · 
1979 · 
1980 · 
1981 · 
1982 · 
1983 · 
1984 · 
1985 · 
1986 · 
1987 · 
1988 · 
1989 · 
1990 · 
1991 · 
1992 · 
1993 · 
1994 · 
1995 · 
1996 · 
1997 · 
1998 · 
1999 · 
2000 · 
2001 · 
2002 · 
2003 · 
2004 · 
2005 · 
2006 · 
2007 · 
2008 · 
2009 · 
2010 · 
2011 · 
2012 · 
2013 · 
2014 · 
2015 · 
2016 · 
2017 ·
2018 ·
2019 ·
2020 ·
2022 ·
2023 ·
2024